# Lester Pearson
Lester Bowles Pearson (ur. 23 kwietnia 1897 w Newtonbrook, zm. 27 grudnia 1972 w Ottawie) – premier Kanady z ramienia Partii Liberalnej w latach 1963–1968. Laureat Pokojowej Nagrody Nobla w 1957.

## Życiorys
Urodzony w Newtonbrook w Ontario jako syn pastora, rozpoczął w 1914 studia na Uniwersytecie Toronto. Studia przerwał w 1916, zgłaszając się na ochotnika do armii, by wziąć udział w walkach I wojny światowej. Po zakończeniu wojny wrócił na uniwersytet. Uzyskał tytuł bakałarza w 1919, by kontynuować studia na wydziale historii Oxford University, zakończone w 1923. W czasie studiów Pearson pokazał się jako zdolny sportowiec, grając w hokeja i rugby. W 1925 poślubił Maryon Moody, z którą miał troje dzieci – córkę i dwóch synów.
W 1924 rozpoczął karierę naukową, wykładając historię na Uniwersytecie w Toronto. Z czasem zaangażował się w politykę, zostając prominentnym członkiem Partii Liberalnej. W 1948 objął stanowisko ministra spraw zagranicznych w rządzie Williama Kinga, które sprawował również w gabinecie Louisa St. Laurenta. Za swój udział w rozwiązaniu kryzysu sueskiego i wkład w powołanie Sił pokojowych ONZ otrzymał Pokojową Nagrodę Nobla w 1957.
W 1958 został liderem Partii Liberalnej, a w 1963 po wygranych wyborach – premierem Kanady. Mimo że nie posiadał większości parlamentarnej, zdolny był do prowadzenia efektywnej polityki. Pearson wprowadził w Kanadzie istotne programy socjalne, między innymi powszechny fundusz emerytalny, oraz zreformował system ubezpieczeń medycznych, znacznie poszerzając ich zasięg. Wprowadził także flagę Kanady z czerwonym liściem klonowym na białym tle.
Przeszedł na emeryturę w 1968 i zmarł cztery lata później w Ottawie. Został pochowany na MacLaren Cemetery w Wakefield.

## Upamiętnienia
- Jego imię nosi m.in. lotnisko w Toronto, największy kanadyjski port lotniczy.
- W latach 1971–2009 w lidze hokejowej NHL istniała Lester B. Pearson Award, upamiętniająca jego postać.